# 霍氏蚁蛛
霍氏蚁蛛（学名：Myrmarachne hoffmanni）为跳蛛科蚁蛛属的动物。在中国大陆，分布于青岛等地。